# عشم إبليس (مسلسل)
عشم إبليس هو مسلسل تم إنتاجه في مصر. بدأ عرضه في سنة 2017. كما بلغ عدد حلقاته 30 حلقة، وتبلغ مدة الحلقة الواحدة 45 دقيقة. وهو من إخراج إسلام خيري. تم بث المسلسل لأول مرة بتاريخ 27 مايو 2017.

## قصة المسلسل
(مروان سالم) طبيب تجميل واسع النجاح، لكنه ليس على وفاق مع المقربين إليه؛ فوالدته، زوجته، وأصدقائه يخططون لحجب عقود قانونية هامة يحاول مروان الوصول إليها بكل ما أوتي من قوة. وبينما يسعى طارق لغايته، يُعاكس المقربون منه مسار تحقيق رغباته، إلى أن يتعرض لحادث سيارة يُفقده ذاكرته.. يدخل مروان في دوامة النسيان، بينما تحاول والدته، مع زوجته وأصدقائه استغلال الموقف لصالحهم، فيضللون مروان ويقصّون عليه أكاذيب كأنها حقائق حدثت بالفعل، لكن مروان يشعر بغرابة الأمور ويشرع في فك طلاسم حالته بنفسه؛ لتتكشف له الحقائق والمكائد واحدة تلو الأخرى.

## فريق العمل

### بطولة
| - عمرو يوسف: د. مروان سالم - دينا الشربيني: رنا - ريم مصطفى: دينا - دلال عبد العزيز: والدة مروان - أحمد بدير: عبد الهادي - خالد كمال: محمود حفني - علي الطيب: مدحت - محمود حافظ: هيما - نهى عابدين: نوال صدقي | - ضياء عبد الخالق: تيمور - فتوح أحمد: زينهم - شريف العجمي: إياد - هنا جاد - ولاء الشريف: اسراء - حسني شتا: طارق - يحيى أحمد: ضيف شرف - حسام فياض: ضيف شرف - فتحية طنطاوي: ضيفة شرف | - محمد مرزبان: ضيف شرف - ياسر علي ماهر: ضيف شرف - عبد الرحيم حسن: محامى مديحة ضيف شرف - ملك قورة: نورا الدالي ضيفة شرف - صبري عبد المنعم: دكتور عزت ضيف شرف - لبنى ونس: الخادمة في منزل والد مروان ضيفة شرف - مصطفى حشيش: رفعت مُحامي مروان ضيف شرف - عبد الرحمن أبو زهرة: سالم ضيف شرف - محمد مجدي: طبيب نفسي |

- عماد رشاد: أبو دينا ضيف شرف

بالاشتراك مع:
| - إيناس شيحة: ديدي - نهى عادل: داليدا - ناصر عبد الله: فكرى - أحمد يوسف - رحاب نصر - شكري الفار: سامي فاتح الخزن - احمد عادل - عمرو هشام: طفل - أحمد إسماعيل:عامل الكاميرات - خالد نجيب:دكتور المحادثة | - فكري صادق: رؤوف - سامح الجيزاوي:حارس - عيد أبو الحمد:بواب مروان - محمد العمروسي: الضابط أحمد رمضان - تامر مجدي:عسكري - علي الشال: أمين شرطة - عيد العجمي:حارس الكافيه - رامي الطمباري:ظابط أمن وطني - اشرف عبد الفضيل:رجل ملتحي - عشري السيد:موظف ضرائب | - شريف جلال:ممرض - احمد النمرسي:دكتور تحليل - محمد دسوقي:طبيب السرك - ميرا خليل:سكرتيرة أياد - عادل البنا:شريك مروان - عبد السلام الدهشان:شريك مروان - أحمد سمير:محاسب - علاء حسني: طبيب مروان - جميل عزيز:مأمور السجن - إيهاب مبروك:السمسار | - شريف ليلة:محامي - عمرو سلامة:رجل تيمور - سيد التيتي:رجل تيمور - سعيد صديق:اللواء عماد - عواد سليمان: ويترز - عابد عناني:عادل - حمدي ندا: المحامي - فاطمة كشري:مسجونة - إيمان الشريف:حنان - أمل حسام:الطفلة | - محمد دياب:سمسار مروان - محمد فرج:شوقي - عادل ماضي:بواب نوال - عبد المنعم المرصفي:بواب دليلة - شيرين جلال:ممرضة مروان - غادة فلفل:ممرضة مستشفى مروان - بلسم ابراهيم:ممرضة عيادة مروان - إيمان الشريف:حنان - علي جمال الدين:زوج اللبيسة - أشرف بوزيشن:الغفير |

### إداريون
| - إسلام خيري: مخرج - clockwork temptation: مؤلف - تامر إبراهيم: سيناريو وحوار - سامح خليفة: منسق مناظر - أمير سعودي:كي جريب - أمير زنيتا: جافر - أحمد شوقي: ماكيير - هيثم دهب: كوافير - خالد عزام: استايلست - هاجر السيد - تامر يوسف - محمود الميهي:فوكس بولر - هيا كتكت: سكريبت إضاءة | - بسام إبراهيم: كاميرا مان - أحمد تمام:مدير طاقم - محمد عبد الجليل - عبد الله حشيش - فؤاد محمد:مدير موقع - محمود عوف:إدارة إنتاج - يمنى الخطيب:منتج منفذ - أحمد جمال:مهندس صوت - حسن أبو جبل: إعداد موسيقي ومكساج - عمرو إسماعيل: الموسيقى التصويرية وألحان التتر - عصام نصار: تصميم وتنفيذ التتر - ياسر النجار: الجرافيكس - سامي نصار:كولوريست | - Azman:أعمال المونتاج - نهال بدراوي:مونتير مساعد - إيهاب بهجت:منتج منفذ - مصطفى بدر:مدير مالي - عماد يوسف:مراجع حسابات - الشاذلي عبد الله:محاسب إنتاج - أحمد رمضان:مدير إنتاج ثاني - أميرة العربي:سكريبت ملابس - هيثم الكومي:سكريبت إكسسوار - اسلام عبد المعطي: سكريت حركة - عماد الجازوي: مساعد مخرج أول | - محمد السيد رعد:مدير إنتاج - أحمد محمد صالح: مخرج منفذ - محسن عبد الوهاب: مونتير - كريم المهدي: مهندس الديكور - محمد سيد: منتج فني - أحمد يوسف: إشراف عام على الإنتاج - محمود يوسف: مدير التصوير - عبد الله أبو الفتوح - محمد عبد الصمد: منتج - مجدي خلف: كوافير دلال عبد العزيز - محمود حمدي: ماكيير دلال عبد العزيز - هيثم التميمي: مساعد مخرج أول |